# Wesley Blake
Cory James Weston (San Marcos, 4 de setembro de 1987) é um lutador de luta livre profissional americano. Ele atualmente trabalha para a WWE, em seu território de desenvolvimento, o NXT, sob o nome no ringue Wesley Blake. Ele foi por uma vez campeão de duplas do NXT com Buddy Murphy.

## Na luta livre
- Movimentos de finalização
  - Frog splash
- Movimentos secundários
  - Big boot
  - Double knee backbreaker, as vezes em um oponente pendurado em uma corda
  - Running Powerslam
  - Slingshot somersault senton
  - Springboard Forearm smash
- Com Buddy Murphy/Murphy
  - Movimentos de finalização da dupla
    - Running brainbuster (Murphy) seguido por um frog splash (Blake)[5][6][7]
- Alcunhas
  - "Cowboy"[8]
  - "Wild"[2]
  - "Body Beautiful"[9]
- Managers
  - Alexa Bliss[10]
- Temas de entrada
  - "Action Packed" por Kosinus (NXT; 1 de dezembro de 2014 - 20 de maio de 2015; usado enquanto fazia dupla com Murphy)
  - "Opposite Ends of the World" por CFO$ (NXT; 20 de maio de 2015 – 6 de julho de 2016; usado enquanto fazia dupla com Murphy)
  - "Ahead" por Klooz & Sylvain Lux (NXT; 6 de julho de 2016 – presente)

## Campeonatos e prêmios
- Funking Conservatory
  - FC European Championship[11] (1 vez)
  - FC Florida Heavyweight Championship[12] (1 vez)
  - FC Heavyweight Championship[13] (1 vez)
- Pro Wrestling Illustrated
  - PWI colocou-o em 121º na lista dos 500 melhores lutadores na PWI 500 em 2015[14]
- WWE NXT
  - NXT Tag Team Championship (1 time) – com Buddy Murphy/Murphy[15]